# دانا حيدر
دانا حيدر ( 30 يناير 1993 - ) هي لاعبة تايكوندو الأردن،. حصلت على الميدالية الفضية في دورة الألعاب الآسيوية 2010.

## وصلات خارجية
- دانا حيدر على موقع TaekwondoData.com (الإنجليزية)
- دانا حيدر على موقع أوليمبيديا (الإنجليزية)